# Mamers (Franciaország)
Mamers (IPA: [mamɛʁs]ⓘ, magyaros kiejtése: „mámersz”) település Franciaországban, Sarthe megyében. Lakosainak száma 5080 fő (2022. január 1.). Mamers Marollette, Saint-Rémy-des-Monts, Origny-le-Roux, Suré és Saint-Longis községekkel határos.

## Népesség
A település népességének változása:
| Lakosok száma | 5363 | 5304 | 5487 | 5299 | 5231 | 5157 | 5082 | 5103 | 5080 |
|               | 2013 | 2015 | 2016 | 2017 | 2018 | 2019 | 2020 | 2021 | 2022 |